# Campoa granulosa
Campoa granulosa är en svampart som först beskrevs av Johann Friedrich Klotzsch, och fick sitt nu gällande namn av Arx 1958. Campoa granulosa ingår i släktet Campoa och familjen Parmulariaceae.   Inga underarter finns listade i Catalogue of Life.